# Gina G
Gina G, eigentlich Gina Mary Gardiner, (* 3. August 1970 in Brisbane, Queensland) ist eine australische Popsängerin. 

## Karriere
Gina G begann ihre Karriere 1987 als DJ in Melbourne. 1992 war sie als Sängerin beim Dance-Act Bass Culture zu hören, die mit Live the Life einen Top-20-Hit in den australischen Hitparaden hatte. 1993 verließ Gina die Band, um in Großbritannien eine Solokarriere zu starten.
Beim Eurovision Song Contest 1996 in Oslo vertrat Gina G das Vereinigte Königreich mit dem Titel Ooh Aah… Just a Little Bit, der von Steve Rodway und Motiv8 geschrieben wurde. Bei ihrem Auftritt trug sie ein 5000 Pfund teures Kleid von Paco Rabanne und belegte schließlich den achten Platz. In den britischen Charts erreichte die Single Ende Mai 1996 die Spitzenposition und verkaufte sich alleine in Großbritannien knapp eine Million Mal. Im November 1996 stieg der Titel auch in den US-Billboard-Charts ein, was eine Seltenheit für einen Eurovision-Beitrag ist.
Mit ihrer zweiten Single I Belong to You stieg Gina G ebenfalls in die britischen Top 10 ein und war damit der erste Künstler, der mit einem Titel eines Eurovision-Wettbewerbs in den Top 10 debütierte und danach gleich einen weiteren Top-10-Hit hatte.
Im März 1997 wurde ihr Debütalbum Fresh! veröffentlicht. Darauf befinden sich auch die weiteren Singles Fresh!, Ti amo, Gimme Some Love und Every Time I Fall. 1998 wurde Ooh Aah… Just a Little Bit in der Kategorie „Best Dance Recording“ für einen Grammy nominiert.
Während eines Fluges nach Glasgow kollabierte Gina G und musste ärztlich behandelt werden. Infolgedessen wurden Gerüchte über Drogenmissbrauch laut. Gina G zog sich aus der Öffentlichkeit zurück.

## Comeback
Nach einem längeren Rechtsstreit mit ihrem früheren Manager ging Gina G wieder ins Studio, um neues Material aufzunehmen. 2000 arbeitete sie mit den schwedischen Produzenten Lagoona zusammen, mit denen sie eine neue Version ihres Hits Ooh Aah… Just a Little Bit sowie eine Coverversion des Nancy-Sinatra-Klassikers These Boots Are Made for Walking aufnahm.
Seit 2003 ist Gardiner verheiratet. Im März des Jahres war sie Kandidatin der Reality-TV-Sendung Reborn in the USA, wurde aber bereits nach der dritten Woche abgewählt. Auf dem Soundtrack zur Sendung sind zwei Titel von Gina G enthalten, Don’t Leave Me This Way und I Can’t Make You Love Me.
Im März 2005 nahm Gina G schließlich an der Vorentscheidung zum Eurovision Song Contest 2005 teil, konnte sich jedoch nicht gegen Konkurrenten wie Katie Price oder Javine durchsetzten und erhielt vom Publikum die wenigsten Stimmen.
Im August 2005 veröffentlichte Gina G ihr zweites Album Get Up & Dance, das nur über ihre Webseite zu beziehen war. Die ersten Exemplare waren mit einer persönlichen Widmung von ihr versehen. Im Sommer 2006 wurde die Single Tonight’s the Night veröffentlicht.

## Diskografie

### Alben
| Jahr | Titel  | Höchstplatzierung, Gesamtwochen, AuszeichnungChartplatzierungen (Jahr, Titel, Platzierungen, Wochen, Auszeichnungen, Anmerkungen) | Höchstplatzierung, Gesamtwochen, AuszeichnungChartplatzierungen (Jahr, Titel, Platzierungen, Wochen, Auszeichnungen, Anmerkungen) | Höchstplatzierung, Gesamtwochen, AuszeichnungChartplatzierungen (Jahr, Titel, Platzierungen, Wochen, Auszeichnungen, Anmerkungen) | Höchstplatzierung, Gesamtwochen, AuszeichnungChartplatzierungen (Jahr, Titel, Platzierungen, Wochen, Auszeichnungen, Anmerkungen) | Anmerkungen                        |
| Jahr | Titel  | DE | UK | US | AU | Anmerkungen                        |
| ---- | ------ | --- | --- | --- | --- | ---------------------------------- |
| 1997 | Fresh! | — | UK12 (5 Wo.)UK | — | — | Erstveröffentlichung: 4. März 1997 |

Weitere Alben
- 02/1998: Remix Album (Kompilation)
- 08/2005: Get Up & Dance

### Singles
| Jahr | Titel Album                        | Höchstplatzierung, Gesamtwochen, AuszeichnungChartplatzierungen (Jahr, Titel, Album, Platzierungen, Wochen, Auszeichnungen, Anmerkungen) | Höchstplatzierung, Gesamtwochen, AuszeichnungChartplatzierungen (Jahr, Titel, Album, Platzierungen, Wochen, Auszeichnungen, Anmerkungen) | Höchstplatzierung, Gesamtwochen, AuszeichnungChartplatzierungen (Jahr, Titel, Album, Platzierungen, Wochen, Auszeichnungen, Anmerkungen) | Höchstplatzierung, Gesamtwochen, AuszeichnungChartplatzierungen (Jahr, Titel, Album, Platzierungen, Wochen, Auszeichnungen, Anmerkungen) | Anmerkungen                            |
| Jahr | Titel Album                        | DE | UK | US | AU | Anmerkungen                            |
| ---- | ---------------------------------- | --- | --- | --- | --- | -------------------------------------- |
| 1996 | Ooh Aah … Just a Little Bit Fresh! | DE88 (3 Wo.)DE | UK1 Platin · (27 Wo.)UK | US12 (30 Wo.)US | AU5 Gold · (19 Wo.)AU | Erstveröffentlichung: 26. März 1996    |
| 1996 | I Belong to You Fresh!             | — | UK6 (12 Wo.)UK | — | AU34 (9 Wo.)AU | Erstveröffentlichung: 1. November 1996 |
| 1997 | Fresh!                             | DE83 (6 Wo.)DE | UK6 Silber · (7 Wo.)UK | — | AU23 (7 Wo.)AU | Erstveröffentlichung: 13. Februar 1997 |
| 1997 | Ti amo Fresh!                      | — | UK11 (5 Wo.)UK | — | — | Erstveröffentlichung: 26. Mai 1997     |
| 1997 | Gimme Some Love Fresh!             | — | UK25 (2 Wo.)UK | US46 (11 Wo.)US | — | Erstveröffentlichung: 3. Juni 1997     |
| 1997 | Every Time I Fall Fresh!           | — | UK52 (2 Wo.)UK | — | — | Erstveröffentlichung: 4. November 1997 |
| 2006 | Tonight’s the Night –              | — | UK57 (1 Wo.)UK | — | — | Erstveröffentlichung: 14. Juli 2006    |

Weitere Singles
- 1992: Love the Life (Bass Culture feat. Geena)
- 1997: Higher Than Love
- 2004: Ooh Ahh … Just a Little Bit (2004 Remix) (AVMP vs. Gina G)
- 2011: Next 2 You (Gina G feat. Vigilante)

## Auszeichnungen für Musikverkäufe
| Goldene Schallplatte - Norwegen - 1996: für die Single Ooh Aah … Just a Little Bit |

Anmerkung: Auszeichnungen in Ländern aus den Charttabellen bzw. Chartboxen sind in ebendiesen zu finden.
| Land/RegionAuszeichnungen für Musikverkäufe (Land/Region, Auszeichnungen, Verkäufe, Quellen) | Silber  | Gold     | Platin  | Verkäufe | Quellen     |
| -------------------------------------------------------------------------------------------- | ------- | -------- | ------- | -------- | ----------- |
| Australien (ARIA)                                                                            | —       | Gold1    | —       | 35.000   | aria.com.au |
| Norwegen (IFPI)                                                                              | —       | Gold1    | —       | 10.000   | ifpi.no     |
| Vereinigtes Königreich (BPI)                                                                 | Silber1 | —        | Platin1 | 800.000  | bpi.co.uk   |
| Insgesamt                                                                                    | Silber1 | 2× Gold2 | Platin1 |          |             |